# Syncarpha
Syncarpha DC. es un género de plantas herbáceas perteneciente a la familia Asteraceae. Comprende 29 especies descritas y de estas, solo 28  aceptadas.
Las especies son endémicas del Cabo Oriental y Occidental del Cabo en Sudáfrica.

## Taxonomía
El género fue descrito por Augustin Pyrame de Candolle  y publicado en Annales du Muséum National d'Histoire Naturelle 16: 205. 1810.

## Especies
A continuación se brinda un listado de las especies del género Syncarpha aceptadas hasta agosto de 2012, ordenadas alfabéticamente. Para cada una se indica el nombre binomial seguido del autor, abreviado según las convenciones y usos.
- Syncarpha affinis (B.Nord.) B.Nord.
- Syncarpha argentea (Thunb.) B.Nord.
- Syncarpha argyropsis (DC.) B.Nord.
- Syncarpha aurea B.Nord.
- Syncarpha canescens (L.) B.Nord.
- Syncarpha chlorochrysum (DC.) B.Nord.
- Syncarpha dregeana (DC.) B.Nord.
- Syncarpha dykei (Bolus) B.Nord.
- Syncarpha eximia (L.) B.Nord.
- Syncarpha ferruginea (Lam.) B.Nord.
- Syncarpha flava (Compton) B.Nord.
- Syncarpha gnaphaloides (L.) DC.
- Syncarpha lepidopodium (Bolus) B.Nord.
- Syncarpha loganiana (Compton) B.Nord.
- Syncarpha marlothii (Schltr.) B.Nord.
- Syncarpha milleflora (L.f.) B.Nord.
- Syncarpha montana (B.Nord.) B.Nord.
- Syncarpha mucronata (P.J.Bergius) B.Nord.
- Syncarpha paniculata (L.) B.Nord.
- Syncarpha recurvata (L.f.) B.Nord.
- Syncarpha sordescens (DC.) B.Nord.
- Syncarpha speciosissima (L.) B.Nord.
- Syncarpha staehelina (L.) B.Nord.
- Syncarpha striata (Thunb.) B.Nord.
- Syncarpha variegata (Berg.) B.Nord.
- Syncarpha vestita (L.) B.Nord.
- Syncarpha virgata B.Nord.
- Syncarpha zeyheri (Sond.) B.Nord.